# 章毅然
章毅然（1904年5月—1999年4月）, 别名适园，男，江西余干人。中国画家，美术教育家。

## 生平
1926年留学日本，毕业于东京美术学校绘画系。1930年归国后与高希舜共同创办南京美术专科学校，任教授兼教务长。后曾与著名书画家齐白石、徐悲鸿、于右任、高希舜、吴作人、陈之佛、陈树仁等人共同发起成立中国美术会，任理事。
1949年后曾任中国历史博物馆美术组组长。

## 作品
作品有《石榴雏鸡》。编著有《中国古代墓室壁画选集》。论文有《漫淡中国画创作及诗书画的关系》等。